# Ernst Kullak
Ernst Paul Eduard Philipp Kullak (* 22. Januar 1855 in Berlin; † 14. Dezember 1922 ebenda) war ein deutscher Pianist und Komponist.
Kullak, Sohn des Pianisten Adolph Kullak, studierte an der Neuen Akademie seines Onkels Theodor Kullak. Er wirkte als Klavier- und Kompositionslehrer. Als Komponist wurde er durch Salonstücke für Klavier (Im Fjord, Pierrot tanzt, Im Winter, Zwillingsblumen) und Lieder bekannt.

## Werke
- op. 1
- op. 2
- op. 3 – Kinderball (Sechs Stücke für pianoforte)
- op. 4 – Sechs Tonstücke für Pianoforte [2. Hexenreigen/Witches’ Dance]
- op. 5 – Drei Klavierstücke in Etüdenform
- op. 6 – Sechs Vortragsstücke für Pianoforte
- op. 7 – Sechs Vortragsstücke für Pianoforte
- op. 8 – [Drei Stücke für Pianoforte]
- op. 9 – [Zwei Stücke für Pianoforte]
- op. 10 – Walzer (für pianoforte)
- op. 11 – Berceuse (für pianoforte)
- op. 12 – Barcarole (für pianoforte)
- op. 13 – Zigennermusick – Rhapsodie bohemienne für Pianoforte
- op. 14 – Zwölf Tongedichte (12 Musical Poems) für Pianoforte
- op. 15 – Sechs Lieder (Stimme und pianoforte)
- op. 16 – Gavotte für Pianoforte
- op. 17 – Impromptu für Pianoforte
- op. 18 – Aus dem Studentenleben (6 Tonbilder für das Klavier)
- op. 19 – Vier Lieder (mittlere Stimme und Pianoforte)
- op. 20 – Etuden (3) für Pianoforte
- op. 21 – Capriccio für Pianoforte
- op. 22 – Maiengluck für Pianoforte
- op. 23 – Polka für Pianoforte
- op. 24 – Ballet-Scene für Pianoforte
- op. 25 – Wiegenlied (Gesang und Pianoforte)
- op. 26 – Weihnachtstraum (Mittelschweres Vortragsstuck für Pianoforte) [pub. 1898]
- op. 27 – Zwei Konzert-Etüden für Pianoforte [pub. 1899]
- op. 28 – Zwei Lieder (für Chor) [Am Abend: Holder Abendfrieden; Im Herbst: Herbstesluft, kuhl und feucht]
- op. 29 – Am Strande der Ostsee (Tonbilt für Pianoforte)
- op. 30 – Im Fjord (norwegische Barkarole/Barcarolle) für Pianoforte [pub. 1908]
- op. 31 – 4 Vortragsstücke (für Klavier zu vier Händen) [pub. 1908]
- op. 32 – Romanze: At Parting (für Pianoforte) [pub. 1910]
- op. 33 – 2 Compositions for Pianoforte [pub. 1914] [Idylle poétique; Memory]

Werke ohne Opus (Works without Opus Number)
- Erinnerung an die Alpen (Landler für pianoforte) (1898)
- In der Frühlingssonne (Klavierstücke) (1898)